# Annie-Paule Derczansky
 (juillet 2011).
Si vous disposez d'ouvrages ou d'articles de référence ou si vous connaissez des sites web de qualité traitant du thème abordé ici, merci de compléter l'article en donnant les références utiles à sa vérifiabilité et en les liant à la section « Notes et références ».
Annie-Paule Derczansky, née le 19 janvier 1960, est une journaliste française.

## Biographie

### Formation et débuts
Licenciée de droit de l'université Paris 1 Panthéon-Sorbonne, Annie-Paule Derczansky obtient un DEA en science politique à Paris X, sous la direction d'Annie Kriegel.
En 1988, elle crée un cabinet de communication et de formation, Coppelia, où elle s'occupe de formation, d'audits de communication internes et externes et de stages aux techniques de communication, et assure des prestations de relations publiques.
En 2002, elle fonde (et préside depuis lors) la première association de relations judéo-musulmanes, Bâtisseuses de paix, dont l'objectif est de bloquer l'importation du conflit israélo-palestinien.

### Journalisme
En 1994, elle devient journaliste. Elle passe par le CFPJ (Centre de formation et de perfectionnement des journalistes) et débute comme stagiaire au service des relations étrangères du Monde. Elle entre à Radio J en novembre 1994 où elle réalise et présente la revue de la presse arabe pendant six ans, puis à partir de juin 1995, elle devient reporter au Parlement Européen et produit et présente l'émission À l’Écoute de l'Europe.
Elle assume aussi le journal hebdomadaire pour l'Afrique du Nord. Elle collabore aussi au service société du Point, pour la rubrique Religion et les suppléments Grandes Écoles. Elle publie aussi pour 01 informatique rubriques Business et Trajectoire.
En 2001, elle travaille pour la radio BFM où elle réalise et présente la revue de presse des magazines. Elle collabore à Témoignage Chrétien. Elle réalise différents reportages en Israël de 1998 à 2006, pour le journal Réforme et pour différentes radio : Beur FM, Radio classique, radio J Marseille, Ciel AM.

### Vie privée
Elle a été l'épouse de Jean-Yves Camus dont elle a porté le nom, et avec qui elle a publié Le Monde juif.

## Ouvrages
- Le Monde juif avec Jean-Yves Camus, Toulouse, Éditions Milan, « Actu », 2001.
- Pour vous qui suis-je ? yeshu, un militant juif, Éditions l'Atelier, 2000
- Résister et Vivre, Résistance d'hier et Résistance d'aujourd'hui, 2010